# Кепітан (Нью-Мексико)
Кепітан (англ. Capitan) — селище (англ. village) в США, в окрузі Лінкольн штату Нью-Мексико. Населення — 1391 особа (2020).

## Географія
Кепітан розташований за координатами 33°32′21″ пн. ш. 105°35′55″ зх. д. / 33.53917° пн. ш. 105.59861° зх. д. (33.539148, -105.598609).  За даними Бюро перепису населення США в 2010 році селище мало площу 8,33 км², уся площа — суходіл.

### Клімат
| Клімат : Кепітан        | Клімат : Кепітан | Клімат : Кепітан | Клімат : Кепітан | Клімат : Кепітан | Клімат : Кепітан | Клімат : Кепітан | Клімат : Кепітан | Клімат : Кепітан | Клімат : Кепітан | Клімат : Кепітан | Клімат : Кепітан | Клімат : Кепітан | Клімат : Кепітан |
| Показник                | Січ.             | Лют.             | Бер.             | Квіт.            | Трав.            | Черв.            | Лип.             | Серп.            | Вер.             | Жовт.            | Лист.            | Груд.            | Рік              |
| Абсолютний максимум, °C | 22,8             | 22,8             | 26,1             | 29,4             | 34,4             | 38,3             | 36,7             | 36,1             | 32,8             | 29,4             | 26,1             | 21,7             | 38,3             |
| Середній максимум, °C   | 9,4              | 11,7             | 15,0             | 20,0             | 24,4             | 28,9             | 28,3             | 27,2             | 24,4             | 20,0             | 13,9             | 9,4              | 19,4             |
| Середній мінімум, °C    | −5               | −3,9             | −1,7             | 1,7              | 6,1              | 9,4              | 12,2             | 11,7             | 8,3              | 3,3              | −1,7             | −5               | 2,8              |
| Абсолютний мінімум, °C  | −20              | −21,1            | −18,9            | −13,3            | −3,9             | 0,6              | 5,6              | 5,0              | −1,1             | −13,3            | −23,9            | −26,1            | −26,1            |
| Норма опадів, мм        | 16               | 20               | 16               | 13               | 30               | 39               | 89               | 89               | 56               | 32               | 27               | 25               | 452              |
| ----------------------- | ---------------- | ---------------- | ---------------- | ---------------- | ---------------- | ---------------- | ---------------- | ---------------- | ---------------- | ---------------- | ---------------- | ---------------- | ---------------- |
| Джерело:                |                  |                  |                  |                  |                  |                  |                  |                  |                  |                  |                  |                  |                  |

## Демографія
Згідно з переписом 2010 року, у селищі мешкало 1489 осіб у 643 домогосподарствах у складі 424 родин. Густота населення становила 179 осіб/км².  Було 804 помешкання (96/км²).
Расовий склад населення:
| - 84,4 % — білих - 0,9 % — корінних американців - 0,5 % — чорних або афроамериканців - 0,1 % — азіатів - 10,8 % — осіб інших рас |

До двох чи більше рас належало 3,4 %. Частка іспаномовних становила 24,8 % від усіх жителів.
За віковим діапазоном населення розподілялося таким чином: 21,9 % — особи молодші 18 років, 57,2 % — особи у віці 18—64 років, 20,9 % — особи у віці 65 років та старші. Медіана віку мешканця становила 48,5 року. На 100 осіб жіночої статі у селищі припадало 95,2 чоловіків;  на 100 жінок у віці від 18 років та старших — 92,9 чоловіків також старших 18 років.
Середній дохід на одне домашнє господарство  становив 44 213 долари США (медіана — 36 103), а середній дохід на одну сім'ю — 37 741 долар (медіана — 34 063). Медіана доходів становила 32 125 доларів для чоловіків та 22 625 доларів для жінок. За межею бідності перебувало 25,5 % осіб, у тому числі 56,2 % дітей у віці до 18 років та 10,2 % осіб у віці 65 років та старших.
Цивільне працевлаштоване населення становило 475 осіб. Основні галузі зайнятості: мистецтво, розваги та відпочинок — 21,5 %, будівництво — 13,7 %, освіта, охорона здоров'я та соціальна допомога — 12,6 %.